# Cuatro Naciones de Rugby League 2010
El Cuatro Naciones de Rugby League 2010 fue la sexta edición del Cuatro Naciones de Rugby League.

## Equipos
- Australia
- Inglaterra
- Nueva Zelanda
- Papúa Nueva Guinea

## Fase de grupos
| Equipo             | Encuentros | Encuentros | Encuentros | Encuentros | Tantos  | Tantos    | Tantos     | Puntos |
| Equipo             | jugados    | ganados    | empatados  | perdidos   | a favor | en contra | diferencia | Puntos |
| ------------------ | ---------- | ---------- | ---------- | ---------- | ------- | --------- | ---------- | ------ |
| Australia          | 3          | 3          | 0          | 0          | 110     | 34        | +76        | 6      |
| Nueva Zelanda      | 3          | 2          | 0          | 1          | 120     | 56        | +64        | 4      |
| Inglaterra         | 3          | 1          | 0          | 2          | 60      | 68        | -8         | 2      |
| Papúa Nueva Guinea | 3          | 0          | 0          | 3          | 22      | 154       | −132       | 0      |

Nota: Se otorgan 2 puntos al equipo que gane un partido, 1 al que empate y 0 al que pierda.
|  | Clasifican a la final |

## Final
| 13 de noviembre | Australia | 12 - 16 | Nueva Zelanda | Suncorp Stadium, Brisbane       |  |
|                 |           |         |               | Asistencia: 36.299 espectadores |  |

| Bandera de Nueva Zelanda |
| Campeón Nueva Zelanda    |
| Segundo título           |